# アドロ (曲)
「アドロ」（スペイン語: Adoro）は、メキシコのシンガーソングライターであるアルマンド・マンサネーロの楽曲。1967年にRCAビクターからシングルとして発売された。1969年の『モメント』誌の報道によれば、シングルは25万枚の売り上げを記録し、発売から2年間から60以上のカバー・バージョンが録音された。ベネズエラのチャートでは第1位を獲得した。

## カバー・バージョン

### 日本において
1971年、毬まどか作詞で、アルゼンチン出身の歌手、グラシェラ・スサーナの歌で、日本で知れ渡る。
1972年、フジテレビのドラマ『光る海』（10月2日 - 翌1973年3月26日放送 全25話）の主題曲として、フランク・プゥルセル・グランド・オーケストラの演奏が使用される。後にこの音源は、RKB毎日放送の天気予報（1970年代）のBGMでも使用された。
1983年には、内山田洋とクール・ファイブが「追憶」のタイトルでシングルを発売している（日本語詞・原真弓）。

### その他
1992年にブロンコがアルバム『Por el Mundo』でカバー。このカバー・バージョンは、『ビルボード』誌のHot Latin Tracksで最高位7位を記録し、1994年にBMIラテン・ミュージック・アウォードを受賞した。
又、歌詞なしのイージーリスニング（インスト）に於いては、前記のフランク・プゥルセルの他に、レイモン・ルフェーブル楽団らによって演奏されている。